# ペルメル (球技)

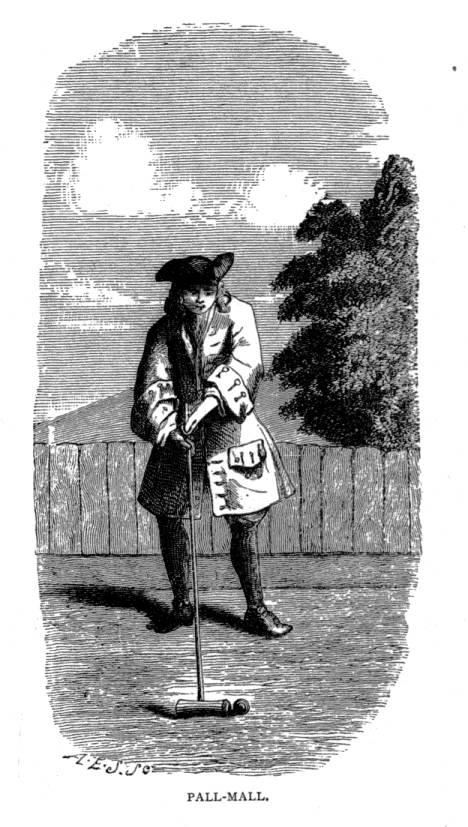
1891年出版の "Old English Sports, Pastimes and Customs" で描かれたペルメル

ペル・メル（イギリス: [pælˈmæl]、アメリカ: [pɛlˈmɛl]・[pælˈmæl]・[pɔːlˈmɔːl]）は、16世紀・17世紀に流行したローン・ゲーム（芝生の上で行う屋外競技）の一種で、クロッケーの原型になったとされる。英語でのスペルには、Pall-mall、paille-maille、palle-maille、pell-mell、palle-malleなどがある。

## 歴史
ペルメルは、フランスのグランド・ビリヤードの一種であるジュ・ド・マイーユから近世に発展したものである。またイタリアのトゥルッコ（近代英語ではローン・ビリヤード、またはトラックとも）や類似のゲームとも関係がある。名前は「木槌 (Mallet) ・球」を意味するイタリア語の pallamaglio から来ており、これを更に突き詰めると、ラテン語で「球」・「大木槌、槌、木槌」という意味の palla、malleus に至る。語源学上では、縛った藁で作った的輪を意味する中世フランス語の pale-mail（英："straw-mallet"）に由来するという説もある。

### イングランドでの歴史
1630年頃、フランス人のジョン・ボニール（仏: John Bonnealle）が、ロンドン・セント・ジェームズ・スクエア南側の、セント・ジェームズ・フィールドとの名前で知られる一角に（のち「ペル・メル・フィールド」）、ペルメル競技場を作った。「1年か2年後」（英: "A year or two" later）の1631年頃、ボニールは死去し、王の靴職人だったデイヴィッド・マラード（もしくはマロック、英: David Mallard or Mallock）がこの場所に家を建てたが、1632年の聖燭祭に取り壊しを命じられた。
ペルメル競技場はこの跡地に再建されたらしく、1635年9月30日には、アーチボルド・ラムズデン（英: Archibald Lumsden）が「彼が持つセント・ジェームズ・フィールド内の敷地に、独占的に[ペルメル用の]木槌、球、シャベル、そしてペルメル競技に必要なものを据え付ける権利を与え、またそのために古来からのゲーム規則に従って、彼に必要な金額が支払われる」との認可状が出されている。ラムズデンのペルメル競技場は1660年9月の記録にも登場し、娘のイザベラ（英: Isabella）が「ペルメル競技[場]の維持に425ポンド14シリングをかけた彼女の父に約束したように、セント・ジェームズ・フィールドの自由保有権の一部を」嘆願している。嘆願書に添えられた勘定書きでは、金銭が「球、木槌、シャベル」や「ペルメル[競技場]の修繕」に用いられるとされている。
1661年4月2日付けのサミュエル・ピープスの日記では、「セント・ジェームズ公園に入り、ヨーク公がペルメルを興じていらっしゃるのを観た、スポーツというものを初めて観た」と書き残している。
1630年以前には、この競技がイングランドで行われていたという記録は無い。競技については、1611年発行の仏英辞書に言及があるが、当時実際にイングランドで競技が行われていたという確証は無い。
両端に鉄製の輪がある、長い小道状の競技場というコットグレイヴの描写は、ロンドンで20年後に行われていた競技の様子とよく合致する。しかし、この文章は1611年のイングランドで競技が行われていたと示唆・確証するものではなく、単にフランス語の単語を英語で定義したものと考えられる。
19世紀初頭にイングランドで行われていたゲームに関する著作家のジョゼフ・ストラットはコットグレイヴの記述を引用し、王政復古した王権との関連について述べている。
競技は19世紀初頭に入っても、多くの英語辞典で言及が見られることから、この時期でもまだ知られていたことが分かる。サミュエル・ジョンソンが1828年に作った辞書では、「ペルメル」の定義として、「打球槌で打ったボールを鉄の輪に通す競技」（英: "A play in which the ball is struck with a mallet through an iron ring"）として、クロッケーとの類似性が明確にされている。

## 競技
競技は長い路地で行われ、その端には鉄製の輪が吊されている。打たれるのはツゲ製のボールだがその円周は不明である（現在のクロッケーでは直径3+5⁄8インチ (92 mm)のボールが用いられるが、これは円周に直すとおよそ11+2⁄5インチ (29 cm)である）。球は重い木製の打球づちで打たれ、路地を転がしてより少ない打数で輪に入れることを目指す。多くの文献から、球の直径は12インチ (30 cm)だったと示唆されている。しかし、球がこのサイズだと、小さな打球づちで高く打ち上げるには重過ぎるため、この大きさは正しくないことが分かっている。球の大きさは2+3⁄4インチ (7 cm)か少し大きい程度だと考えられている。競技場がとても長いことは先駆競技であるトゥルッコとの大きな違いで、グラウンド・ビリヤードから派生した他の競技に比べ、ゴルフとの類似性が強いことが示唆される。
ペルメルはイタリア、フランス、スコットランドで人気の競技で、16世紀にはイングランドをはじめとした西ヨーロッパに広まった。名前は競技そのものだけでなく、使用される打球づち (mallet) や競技が行われる路地 (alley) にも言及している。ペルメル競技が行われた路地から発展した、長い直線道路や散歩道が残っている都市も多い。例としては、ロンドンのペル・メルとザ・マル、ハンブルクのパルマイレ、パリの Rue du Mail 、ジュネーヴの The Avenue du Mail、ユトレヒトの Maliebaan などが挙げられる。競技の流行が廃れた後、こういった「ペルメル」の中には商店街に転換したものもあり、北アメリカなどではショッピングセンターのことを「ショッピングモール」と言う。また他にも、緑地化され日陰もあるような散歩道になった場所もあり、英語ではこれらを "mall"（モールないしマル）と呼ぶことがある。